# Ferrovia Le Locle-Les Brenets
La ferrovia Le Locle-Les Brenets è una linea ferroviaria a scartamento metrico della Svizzera.

## Storia
Sin dal 1872 si pensava di collegare Les Brenets con Le Locle per mezzo di una tranvia a cavalli; altro progetto ferroviario riguardante Les Brenets (1883) era quello di una linea internazionale tra Francia e Svizzera, con il quale la cittadina sarebbe divenuta stazione di frontiera.
Con l'apertura della ferrovia Besançon–Le Locle, avvenuta il 4 agosto 1884, si iniziò a pensare ad un collegamento tra la linea e Les Brenets, situata a tre chilometri di distanza dalla strada ferrata. Nel febbraio 1888 un'assemblea popolare approvò la realizzazione di una linea da Les Brenets a Le Locle attraversando in galleria la Combe du Monterban. Ottenuta la concessione federale il 27 giugno 1888, i lavori iniziarono nel maggio dell'anno seguente. La linea fu inaugurata il 23 agosto 1890, aprendo al pubblico il successivo 1º settembre. L'esercizio fu affidato alla Compagnie du chemin de fer régional des Brenets (RdB).
Nell'assemblea dei soci della RdB tenutasi il 21 giugno 1947 si decise di conferire le attività e le passività della società alla costituenda Chemins de fer des Montagnes Neuchâteloises (CMN) e di sciogliere la RdB. La CMN, nata dalla fusione di RdB e Ponts–Sagne–Chaux-de-Fonds (PSC), si costituì il 26 giugno 1947.
Sotto la nuova gestione si procedette all'elettrificazione della linea, inaugurata il 1º luglio 1950 e finanziata dalla Confederazione, dal canton Neuchâtel e dai comuni interessati.
Il 2 settembre 1999 la CMN si fuse con altre due società di trasporti pubblici, la Chemin de fer régional du Val-de-Travers (RVT) e la Transports du Val-de-Ruz (VR), nella società Transports régionaux neuchâtelois (TRN), fusasi a sua volta il 27 giugno 2012 con la Transports publics du littoral neuchâtelois (TN, esercente i trasporti urbani di Neuchâtel, tra cui tram e filobus) nella società Transports publics neuchâtelois (TransN), di cui costituisce la linea 224.
Nel 2014 il comune di Les Brenets ha fatto effettuare uno studio sulla possibilità di trasformare la linea a scartamento normale, così da permettere collegamenti diretti con La Chaux-de-Fonds e Neuchâtel.
Per problemi tecnici ai carrelli delle elettromotrici in servizio sulla tratta la linea è stata chiusa all'esercizio dal 1º agosto 2017 al 16 aprile 2018.
Il 24 luglio 2020 il canton Neuchâtel ha annunciato la soppressione della linea per il 2025, da sostituire con autobus elettrici che utilizzeranno parte della sede ferroviaria (tra Le Locle e la galleria Combe-Monterban). Il progetto è stato modificato nel 2023 a seguito di indagini geologiche alla galleria Combe-Monterban: l'esercizio rimarrà ferroviario sino al 2031.

## Caratteristiche
La linea, a scartamento metrico, è lunga 4,2 km, di cui oltre 1 km in galleria; la pendenza massima è del 30 per mille, la velocità massima ammessa 55 km/h. La linea è elettrificata in corrente continua 1.500 V.

### Percorso
|  | Continuation backward |

| Unknown route-map component "KBHFa-L" | Unknown route-map component "BHF-R" |  |

| Stop on track | Straight track |  |

| Unknown route-map component "tSTRa" | One way leftward | Unknown route-map component "CONTfq" |

| Unknown route-map component "tSTRe" |

| Stop on track |

| Enter and exit short tunnel |

| Enter and exit tunnel |

| End station |

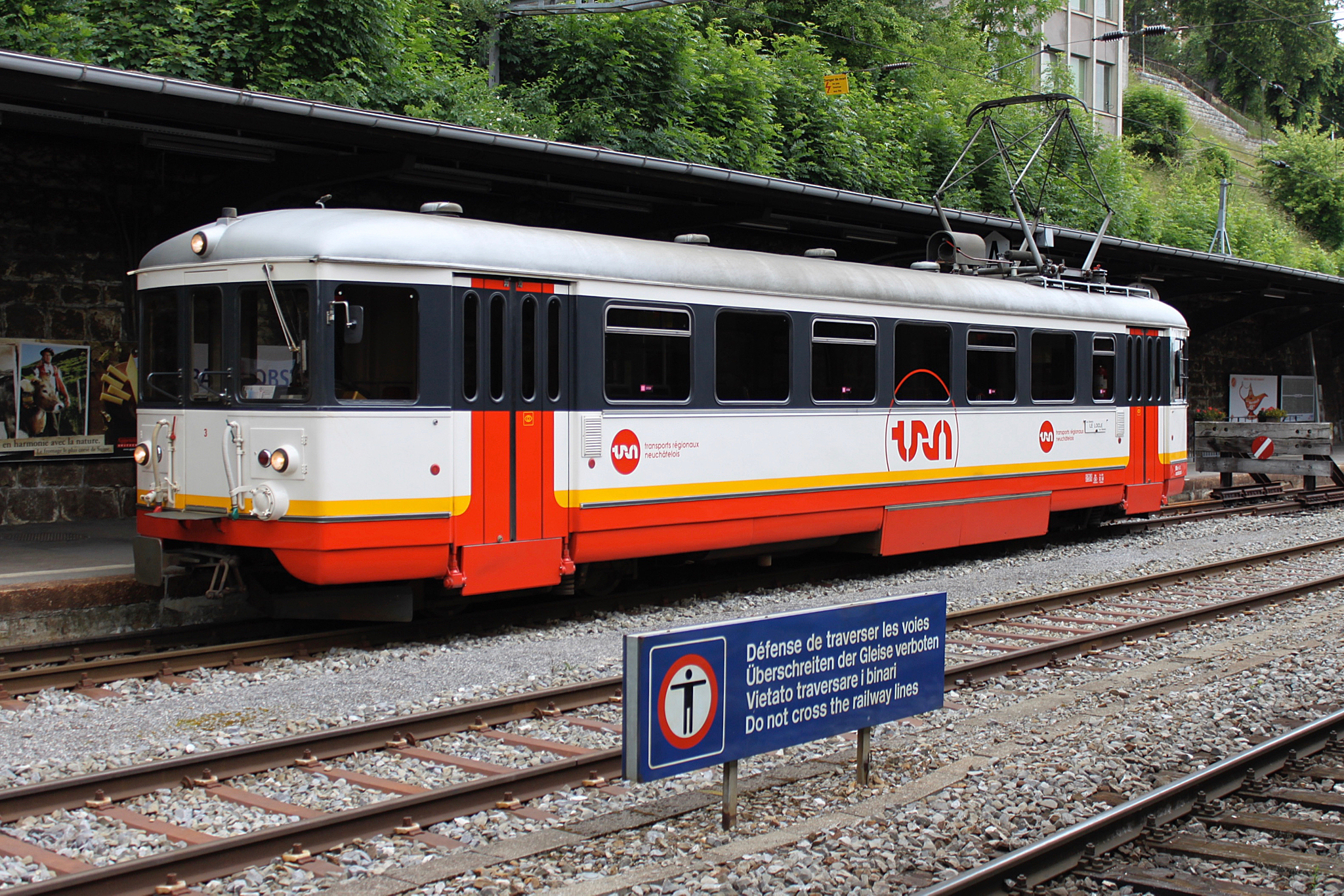
L'automotrice BDe 4/4 3 alla stazione di Le Locle

La linea parte dalla stazione di Le Locle, condivisa con le FFS: inizialmente presso un binario (il terzo) dotato di tre rotaie, mentre con l'elettrificazione venne creato un binario ad hoc 150 metri ad ovest del fabbricato di stazione; dal 2000 il terzo binario della stazione di Le Locle (dopo lo spostamento di uno scambio) ospita nuovamente il terminale della linea.
Dopo la fermata a richiesta di Le Chalet, si attraversa la galleria Monterban, giungendo alla fermata Les Frêtes. Dopo altre due gallerie si raggiunge il capolinea di Les Brenets.

## Materiale rotabile
La dotazione d'origine della linea consisteva in tre locomotive a vapore a tre assi (serie G 3/3 1÷3) fornite dalla SLM tra il 1890 e il 1892. Due delle tre locomotive sopravvivono: la numero 1, dal 1973 alla Blonay-Chamby (che possiede anche due carrozze a due assi), e la numero 2, monumentata dal 1978 alla stazione di Les Brenets.
Nel 1950 entrarono in servizio sulle linee della CMN cinque elettromotrici a carrelli con vano bagagliaio (serie BDe 4/4 1÷5), tutte costruite dalle Reggiane con parte elettrica Brown Boveri-Sécheron. Due di esse sono impiegate sulla Le Locle-Les Brenets.